# Hytan

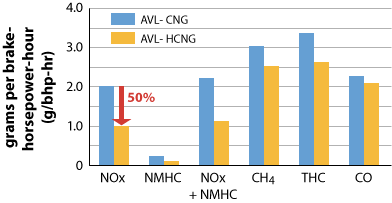
HCNG-CNG utsläpp

Hytan är en blandning av vätgas och metan. Det kan även beteckna en blandning av vätgas och biogas eller naturgas med 4 - 9 procent väte energiandel. Den består till största delen av metangas och kan exempelvis användas som drivmedel för förbränningsmotorer.
Akronymerna i utsläppsdiagrammet står för:
AVL = Genomsnittliga nivåer?
CNG = Komprimerad naturgas
HCNG = Väte och CNG-blandning
NOX = Kväveoxider
NMHC = Icke-metankolväten?
CH4 = Metan
THC = Totala kolväten?
CO = kolmonoxid)
HCNG-automater finns vid Hynor (Norge), Thousand palms och Barstow, Kalifornien, Fort Collins, Colorado (alla USA), Chongqing och Shanxi (Kina), Pico Truncado (Argentina), Islamabad (Pakistan), Dunkerque (Frankrike), Göteborg Sverige, Rio de Janeiro (Brasilien), Emilia-Romagna, Lombardiet (Italien), Dwarka and Faridabad (Delhi), Indien och BC hydrogen highway i Kanada.

## Forskning
I staden Nes på ön Ameland i Nederländerna genomfördes ett fyraårigt (2008-2011) fälttest där 20 procent väte tillsattes till det lokala distributionsnätet som försörjde ett komplex med 14 lägenheter. De ingående apparaterna var köksspisar, kondenserande pannor och mikrokraftvärmepannor.
Användningen av befintliga naturgasledningar för HCNG studerades av NaturalHy.
För att få ut det mesta av en förbränningsmotor i transporter där högre nivåer av vätgas tillsätts, måste modifieringar göras i motorn och styrstrategin. Vätgasen i blandningen leder till lägre CO2-utsläpp.

## Koder och standarder
National Fire Protection Association 52 täcker för närvarande CNG- och vätgastankstationer. Blandningar med <20 volymprocent väte behandlas identiskt med CNG. För användning av blandningar med mer än 30 - 40 volymprocent väte  används beslutsstödsverktyg för konstruktionen för att säkerställa säker användning.